# Торопчонов Сергій Миколайович
Сергій Миколайович Торопчонов (1894, село Глінкіно Тверської губернії, тепер Тверської області, Російська Федерація — розстріляний 30 липня 1941, місто Москва, тепер Російська Федерація) — радянський діяч залізничного транспорту, начальник Калінінської та Донецької залізниць. Депутат Верховної ради РРФСР 1-го скликання (в 1938 році).

## Біографія
У 1912 році закінчив Бологовське технічне залізничне училище та здобув диплом техніка тяги.
Працював на залізниці.
Член ВКП(б) з 1930 року.
На 1932—1933 роки — начальник локомотивного сектору управління тяги Народного комісаріату шляхів сполучення СРСР.
З червня 1935 до травня 1936 року — начальник паровозного відділу центральних доріг управління паровозного господарства Народного комісаріату шляхів сполучення СРСР.
У травні — листопаді 1936 року — начальник Калінінської залізниці.
У листопаді 1936 — травні 1937 року — начальник Донецької залізниці.
У травні 1937 — серпні 1938 року — заступник народного комісара шляхів сполучення СРСР.
17 серпня 1938 року заарештований органами НКВС СРСР. Військовою колегією Верховного суду СРСР 5 липня 1941 року за звинуваченням в участі у контрреволюційній терористичній організації засуджений до розстрілу. Розстріляний 30 липня 1941 року на полігоні «Комунарка» біля Москви. 
У 1956 році посмертно реабілітований.

## Нагороди
- орден Леніна (4.04.1936)